# Assemblea Nacional de Nicaragua
L'Assemblea Nacional de Nicaragua és l'òrgan de tipus unicameral que exerceix el poder legislatiu de la República de Nicaragua. Neix després de l'aprovació de la constitució de 1986 reemplaçant a l'anterior Congrés Nacional de Nicaragua.
L'Assemblea està integrada per 92 diputats amb els respectius suplents, elegits per vot universal, igual, directe, lliure i secret, mitjançant el sistema de representació proporcional per periodes de cinc anys. Actualment s'escullen 20 diputats a nivell nacional i en les circumscripcions departamentals i Regions Autònomes 70 membres. També formen part de l'Assemblea Nacional com a diputats, propietari i suplent respectivament, l'Expresident de la República i Exvicepresident electes pel vot popular directe en el període immediat anterior; i, com a diputats, propietari i suplent, els candidats a President i Vicepresident de la República que van participar en l'elecció corresponent, i haguessin obtingut el segon lloc.

## Llistat de Presidents
| Període                           | Nom                            | Partit |
| --------------------------------- | ------------------------------ | ------ |
| 1985 - 1990                       | Carlos Núñez Téllez            | FSLN   |
| 1991                              | Miriam Argüello Morales        | UN     |
| 1992                              | Alfredo César Aguirre          | UN     |
| 1993                              | Gustavo Tablada Zelaya         | PSN    |
| 1994 - 1995                       | Luis Humberto Guzmán           | PPSC   |
| 1996                              | Cairo Manuel López             | UDC    |
| 1997 - 1998                       | Iván Escobar Fornos            | PLC    |
| 1999 - 2001                       | Óscar Moncada Reyes            | PLC    |
| 2002                              | Arnoldo Alemán Lacayo          | PLC    |
| 2003                              | Jaime Cuadra Somarriba         | PLC    |
| 2004                              | Carlos Noguera Pastora         | PLC    |
| 2005                              | Santos René Núñez Telléz       | FSLN   |
| 2006                              | Eduardo Goméz López            | PLC    |
| 2007 - Set. de 2016               | Santos René Núñez Téllez       | FSLN   |
| Set. de 2016 - 8 de gener de 2017 | Iris Marina Montenegro Blandón | FSLN   |
| 9 de gener de 2017 - Present      | Gustavo Eduardo Porras Cortés  | FSLN   |

## Representació
| Bandera | Nacional o Departamental | Diputats |
|         | Nacional                 | 20       |
|         | Managua                  | 19       |
|         | Chinandega               | 6        |
|         | León                     | 6        |
|         | Matagalpa                | 6        |
|         | Masaya                   | 4        |
|         | Carazo                   | 3        |
|         | Chontales                | 3        |
|         | Costa Caribe Norte       | 3        |
|         | Estelí                   | 3        |
|         | Granada                  | 3        |
|         | Jinotega                 | 3        |
|         | Boaco                    | 2        |
|         | Costa Caribe Sur         | 2        |
|         | Madriz                   | 2        |
|         | Nueva Segovia            | 2        |
|         | Rivas                    | 2        |
|         | Río San Juan             | 1        |
| -       | Expresident anterior     | 1        |
| -       | 2n candidat a President  | 1        |